# Necydalis sirexoides
Necydalis sirexoides är en skalbaggsart som beskrevs av Edmund Reitter 1902. Necydalis sirexoides ingår i släktet stekelbockar, och familjen långhorningar.
Artens utbredningsområde är Iran. Inga underarter finns listade i Catalogue of Life.